# 斯托克頓和達靈頓鐵路
斯托克頓和達靈頓鐵路（英語：Stockton and Darlington Railway），簡稱S&DR，是1825年至1863年期間存在於東北英格蘭的一家鐵路公司运营有斯托克頓－達靈頓鐵路。這家公司是世界上首家使用蒸汽機車的鐵路公司。斯托克頓和達靈頓鐵路參與了東海岸主線中約克至達靈頓部分的建設。1863年，該公司被英国东北铁路收購。

## 轨距
斯托克顿－达灵顿铁路的轨距设计仍有爭議，因为當時的文献均称该铁路为1422毫米，但考古上卻是1435毫米。这给今天标准轨距的起源打上了问号。

## 外部連結
- The History of the Stockton and Darlington Railway （页面存档备份，存于） (North East History)
- The Stockton and Darlington Railway
- The Bishop Line to Bishop Auckland （页面存档备份，存于）